# Botticelli Inferno
Botticelli Inferno ist ein Kino-Dokumentarfilm von Regisseur Ralph Loop, der 2016 in mehreren europäischen Ländern gedreht und im Oktober 2016 in Hannover uraufgeführt wurde. Der Film verfolgt in unterhaltsamer Weise die Spur einer Sammlung herausragender Zeichnungen des Renaissancekünstlers Sandro Botticelli über fünf Jahrhunderte hinweg vom Entstehungsort Florenz bis zu den gegenwärtigen Aufbewahrungsorten. Der Titel bezieht sich auf Dantes Inferno, ein dichterisches Werk, das von Botticelli illustriert wurde.

## Handlung
Der Renaissance-Maler Botticelli begeistert und fasziniert die Menschen bis heute. Seine Werke sind berühmt und locken hunderttausende Fans in Ausstellungen. Eines seiner Werke war über Jahrhunderte verschollen. Diese Zeichnung inspirierte den amerikanischen Schriftsteller Dan Brown zu einem Weltbestseller – die „Mappa dell´ Inferno“, der Höllentrichter.

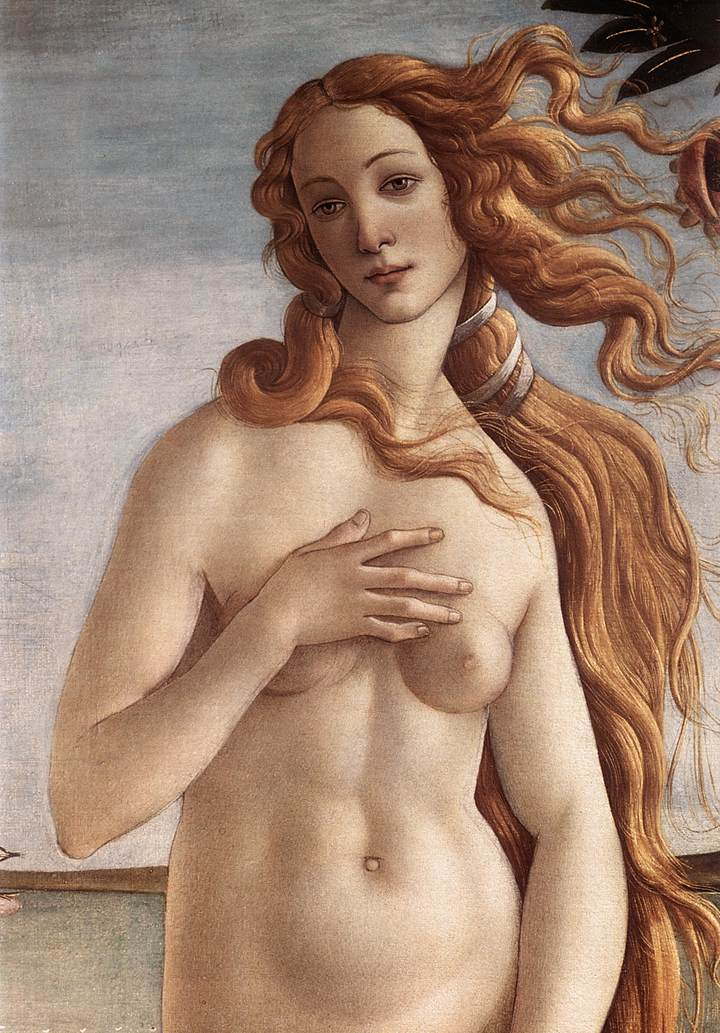
Botticellis Die Geburt der Venus (Detail)

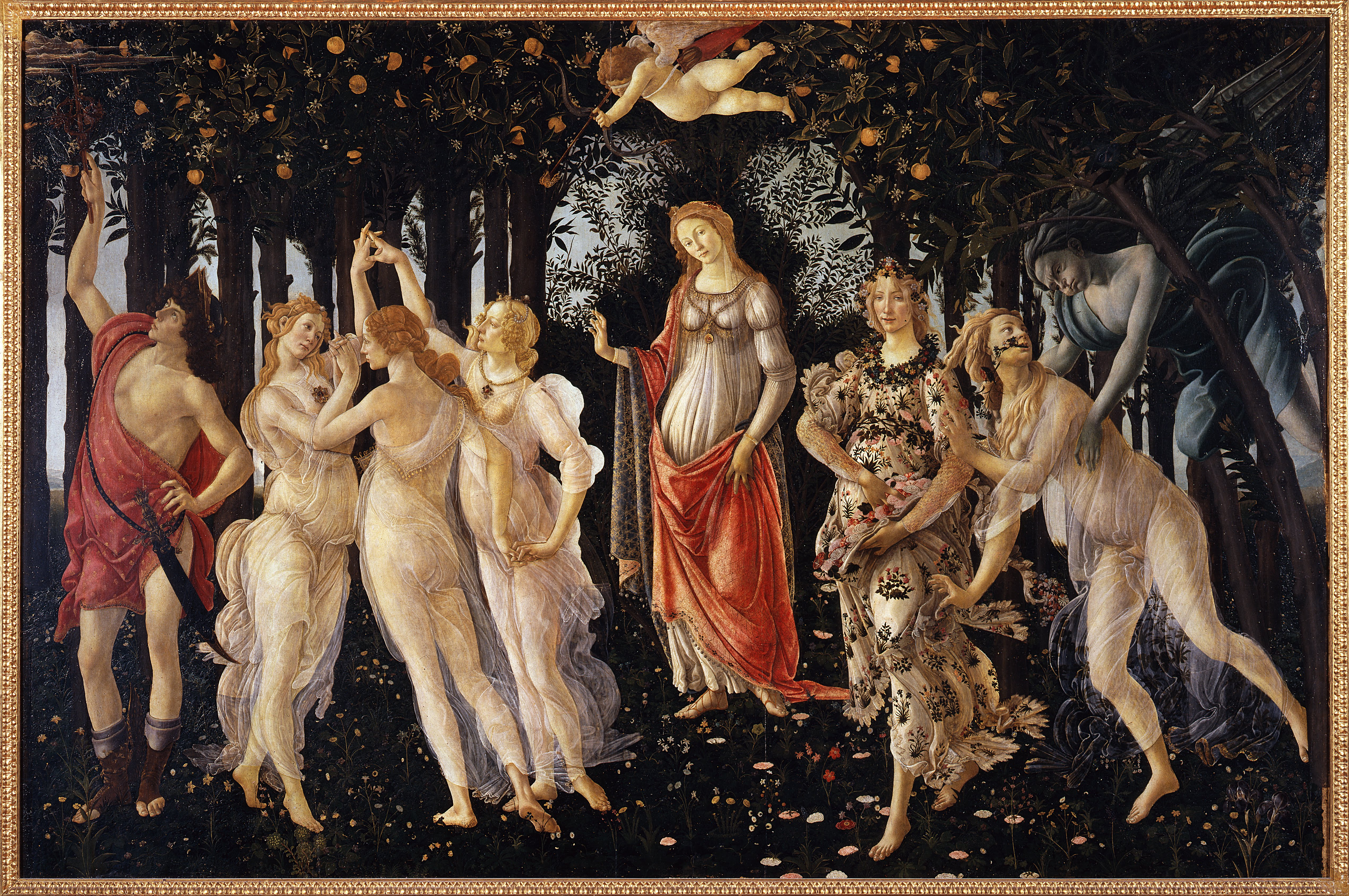
Botticellis „Primavera“

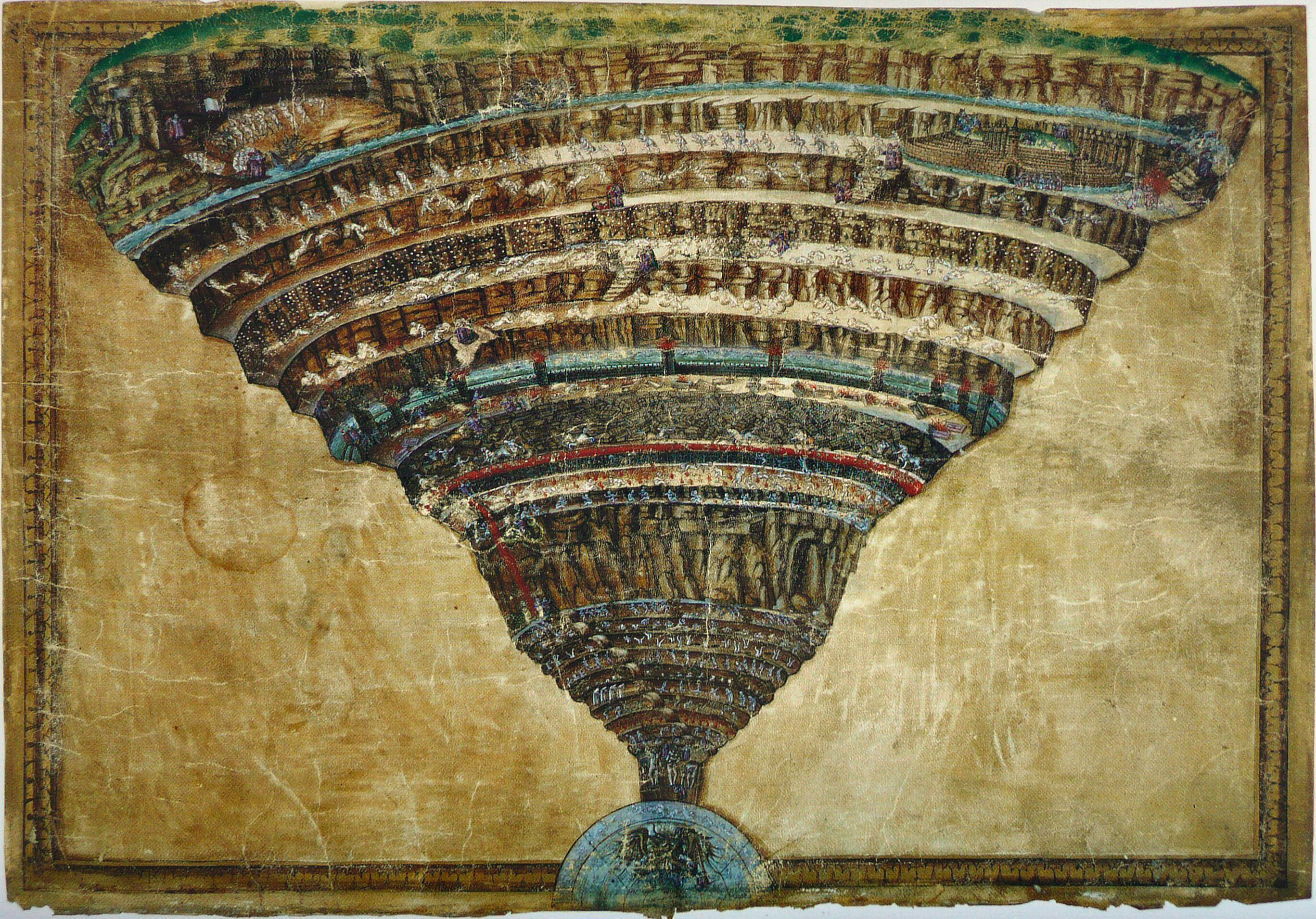
Botticellis „Mappa dell´ Inferno“ – Die Zeichnung des Höllentrichters

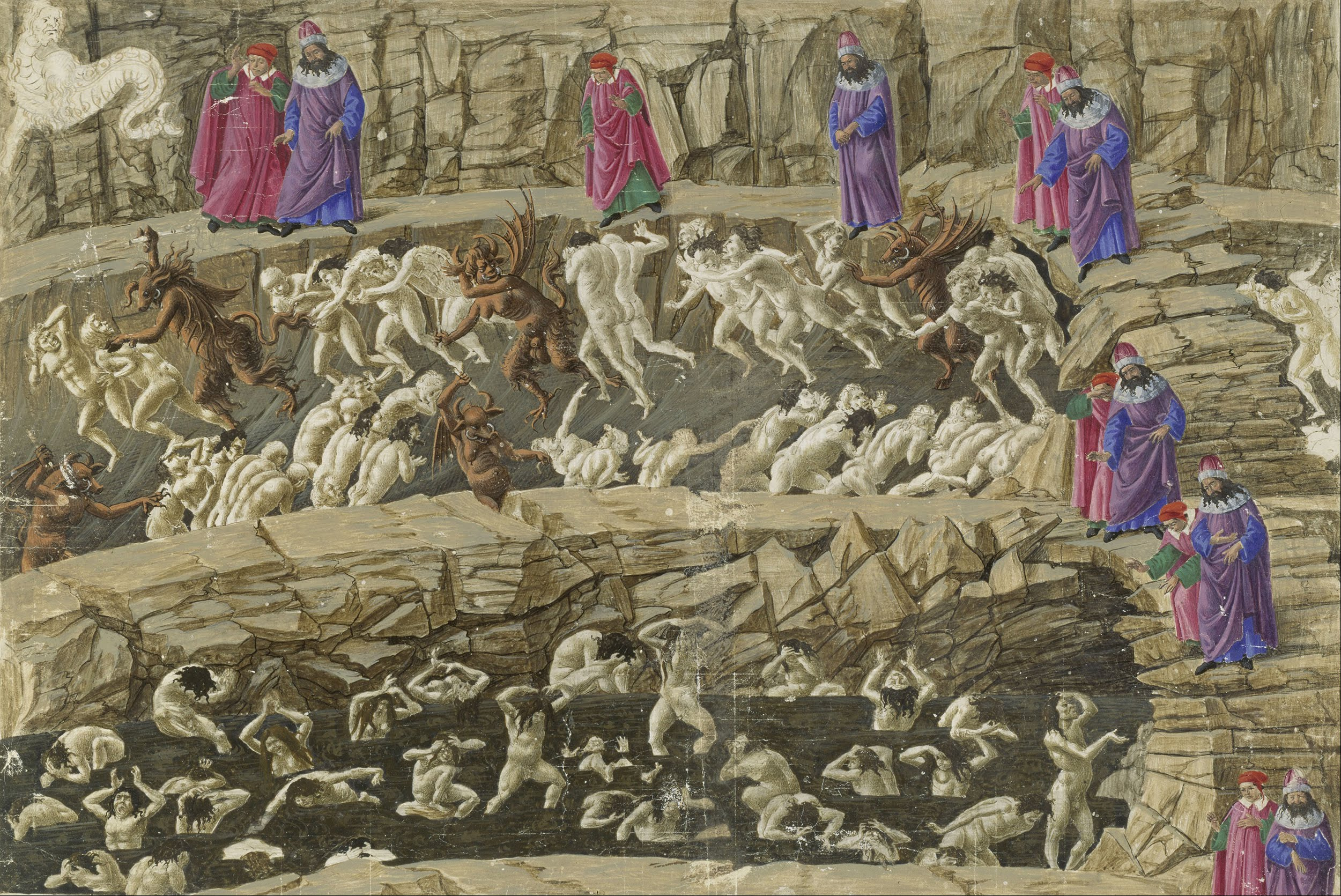
Weitere – unvollständig kolorierte – Zeichnung Botticellis zu Dantes Göttlicher Komödie

Die Originalzeichnung lag viele Jahrhunderte verschlossen in den Klimakammern des Vatikans. Für die Dokumentation „Botticelli Inferno“ wurden die Klimatresore des Vatikans geöffnet. Die Autoren erzählen die Geschichte dieses Meisterwerks.
Botticelli, bekannt für seine Gemälde wie „Die Geburt der Venus“ oder „Primavera“, hatte auch eine dunkle Seite. Er malte und zeichnete die Hölle wie der Dichter Dante sie beschrieben hatte und brauchte dafür mehr als ein Jahrzehnt.
Der Film bietet Einblicke in die Kunst Botticellis und ihre bisher verborgene Geschichte.
Der Weg ins Paradies führt zwangsläufig über neun Stufen durch die Hölle (italienisch „Inferno“) und das Fegefeuer. Nur wer alle diese Stufen durchsteht und alle Höllenqualen durchlebt, kommt ins Paradies – vielleicht! Die Beschreibungen der insgesamt neun Höllenkreise, die Dante beschrieben hat, erweckte Botticelli in insgesamt 102 detailreichen Zeichnungen zum Leben.
Das zentrale, aufwändig kolorierte Hauptwerk dieser Zeichnungen ist der „Höllentrichter“ – eine Art Wegweiser durch die Hölle, der die verschiedenen Stufen zeigt. Ein faszinierendes Werk, das den Betrachter mit seinen dargestellten Grausamkeiten schaudern lässt – gleichzeitig aber auch neugierig macht auf die Geheimnisse, die hier verborgen sind. Was sagt uns dieses Bild voller Geheimnisse noch heute? Es berührt die Seelen und blickt auf die geheimen Seiten des Menschen. Wer „Botticelli Inferno“ sieht, reist selbst in sein Inneres und entdeckt das eigene Wesen, die eigenen dunklen Seiten.
Botticelli gilt als einer der bedeutendsten Renaissance-Künstler. Schon zu Lebzeiten wurden seine Werke sehr geschätzt, insbesondere die Medici waren Förderer seiner Kunst. Immer wieder brach Botticelli mit Konventionen und brachte zahlreiche Innovationen in die Malerei. Mehr als 400 Jahre nach seinem Tod beeinflusst er die heutige populäre Kultur noch immer – Künstler wie Lady Gaga oder Dan Brown lassen sich von ihm inspirieren. Ausstellungen mit seinen Werken ziehen Hunderttausende in ihren Bann, wie erst 2015 und 2016 in Berlin und London.
„Botticelli Inferno“ wirft einen Blick auf die eher unbekannte, dunkle Seite des Genies. Der Mann, der mit der „Geburt der Venus“ (dem ersten, fast lebensgroßen Frauenakt seit der Antike) unser heutiges Bild von weiblicher Schönheit wesentlich mitprägte, befasste sich über eine Dekade ausführlich mit den zeitgenössischen Jenseitsvorstellungen des Mittelalters, die der Dichter Dante Alighieri in seiner „Göttlichen Komödie“ festgehalten hat.

## Produktion

### Stab
Regisseur und Drehbuchautor Ralph Loop schuf einen Film, der diese Geheimnisse auf einer aufwendigen Reise an Originalschauplätzen entschlüsselt – und uns gleichzeitig den Menschen Botticelli und sein Werk näherbringt. Gedreht wurde im Sommer 2016 im Vatikan in Rom, Florenz, London, Berlin und Schottland.
Für die Dokumentation „Botticelli Inferno“ wurde die „Mappa dell´ Inferno“ in einem Hochleistungsscanner durchleuchtet. Dadurch werden Details sichtbar, die dem Auge bisher verborgen blieben. Botticelli hat Botschaften versteckt, die bisher nicht erkennbar waren. Alle Aufnahmen wurden mit Hochleistungskameras im 4K-Format gedreht. Auch dadurch werden für die Dokumentation völlig neue Perspektiven und Einsichten in die Bilder des Meisters möglich.
Die Erzählung ist dabei nicht nur klassisch – es kommen sowohl Dante wie auch Botticelli selbst zu Wort. Das Ergebnis: Gänsehaut beim Zuschauer und atemberaubende Spannung. Ist da mehr? Warum hat er so und nicht anders gemalt? Was hat ihn an der Beschreibung der Hölle von Dante so fasziniert?
Die Filmmusik wurde von Warner/Chappell Music produziert.

### Besetzung
Stadtführer, Reporter, Kuratorinnen und Kunsthistoriker bringen dem Zuschauer an ihren Arbeitsplätzen die Schauplätze und die Kunstwerke näher.

### Dreharbeiten
Auf den Spuren von Botticelli und seinen Werken wurde im Mai und Juni 2016 an Originalschauplätzen in seinem Geburtsort Florenz, im Vatikan, in London, Edinburgh und Berlin gedreht.
Zwischenzeitlich waren die Zeichnungen Botticellis nach Großbritannien gelangt. Heute befinden sich Botticellis noch erhaltene Zeichnungen zu Dantes Komödie nach einer Jahrhunderte dauernden Odyssee im Kupferstichkabinett Berlin und in der Vatikanischen Apostolischen Bibliothek.

### Marketing und Veröffentlichung
Die deutsch-italienische Koproduktion „Botticelli Inferno“ von TV Plus Productions Germany (Hannover), Medea Film – Irene Höfer (Berlin) und NEXO DIGITAL Srl (Mailand) startete am 3. November 2016 im Verleih von Schülke Cinema Consult in den deutschen Kinos. Die Produktion wurde gefördert mit Mitteln der nordmedia – Film und Mediengesellschaft Niedersachsen/Bremen (bis zu 100.000 €). Am 23. September 2016 wurde der Kinotrailer von der FSK für alle Altersstufen freigegeben.
Die Weltpremiere von Botticelli Inferno fand am 26. Oktober 2016 im Astor Grand Cinema in Hannover statt. In Italien kam der Film am 7. November 2016 in die Kinos.
Der Film markiert den Start der Reihe „Cinema4Arts“. Die Produzenten planen unter diesem Label künftig weitere hochklassige Kunst-Dokumentationen für die große Kinoleinwand zu erstellen.

## Kritik
„Nicht nur Kunst-Fans und Freunde der Werke des genialen Renaissance-Malers, kommen in dieser aufwendigen, hochinformativen Doku voll auf ihre Kosten. Nahezu jeder, der ein Faible für spannende Thriller-Kost oder ungelöste, Mythen-umrankte Geheimnisse (der Kunst- und Kulturgeschichte) hat, wird mit diesem Film etwas anfangen können. […] Handwerklich perfekte, mit betörend schönen Bildern ausgestattete Kunst-Doku, die sich auf kluge Weise einem der geheimnisvollsten Kunstwerke der Geschichte filmisch nähert.“ schreibt Björn Schneider auf spielfilm.de.
„Die großartigen Bilder der Landkarte der Hölle und die spannende Spurensuche nach dem Verbleib der Zeichnungen machen „Botticelli Inferno“ auf jeden Fall sehenswert.“ meint José Garcia auf textezumfilm.de.
Im Tip weist Lars Penning darauf hin, dass der Dokumentarfilm im Gefolge des im Oktober 2016 gestarteten Spielfilms Inferno in die Kinos kam, und fühlt sich streckenweise an eine „populärwissenschaftliche Fernsehdoku“ erinnert:
„Seinen Kinostart verdankt dieser Dokumentarfilm über einen grafischen Bilderzyklus des italienischen Renaissancemalers Sandro Botticelli sicherlich dem Blockbuster „Inferno“ nach einer Vorlage von Dan Brown, in dem die Illustrationen der Höllenbeschreibungen aus Dante Alighieris „Göttliche Komödie“ eine Rolle spielen.“ […] „Doch „Botticelli Inferno“ schlägt sich nicht schlecht, solange Autor und Regisseur Ralph Loop dicht an der Geschichte von Herkunft und Bedeutung des einst im Auftrag der Medici entstandenen Kunstwerks bleibt, von dem allein 85 Zeichnungen heute im Berliner Kupferstichkabinett aufbewahrt werden.“
„Dabei hat die Mappa dell’Inferno selbst eine Geschichte wie ein Thrillerplot. Davon erzählt ein zweiter Film, der beinahe zeitgleich mit dem Blockbuster, am 3. November, in den deutschen Kinos anläuft: Botticelli – Inferno.[…] Es lohnt sich, ihn als Hintergrund für den Blockbuster zu sehen – oder stattdessen.[…] Tatsächlich ist der kleine Film nicht dazu gedacht, Kunstwissenschaftlern neue Erkenntnisse zu verschaffen. Aber er unterhält uns Nicht-Fachleute aufs Beste […] Es ist ein ernstes, aber durch seine schiere Historie spektakuläres Sujet.“ meint Wenke Husmann in ihrer Filmrezension auf Zeit Online.
Auch Philipp Jedicke weist auf der Internetseite der DW auf die Schwierigkeiten hin, einen Dokumentarfilm über ein einzelnes Kunstwerk zu drehen, zumal da über die Person Botticelli und die Entstehungsgeschichte seiner Werke nur wenige gesicherte Erkenntnisse vorliegen. Er kommt zu folgendem Schluss:
„Ralph Loop schafft Infotainment mit Herz“ […]„Es ist auch gar nicht der etwas konstruiert wirkende mysteriöse Touch, der „Botticelli Inferno“ sehenswert macht. Beeindruckend wirkt vielmehr der Kontrast zwischen den aufwendig gedrehten, bombastischen Bildern und den sehr natürlichen, mehrheitlich italienischen Protagonisten des Films, die auf anschauliche und lebhafte Art und Weise von Botticelli und seiner Zeit erzählen.“
Auf die Schwierigkeiten, Kunst mit dem Mittel des Dokumentarfilms spannend darzustellen, geht auch Nicola Kuhn vom Tagesspiegel aus Berlin ein:
„Regisseur Ralph Loop mixt die Genres: Er benutzt die cineastischen Überwältigungsstrategien – vor allem mittels Score und ungewöhnlichen Perspektiven –, um das Publikum für eine eigentlich einsame Beschäftigung zu gewinnen: die Betrachtung von Kunst. Doch Botticelli bietet sich an für diese Manöver, schließlich lockt der Renaissance-Maler als Superstar Massen ins Museum.“[…]„Der [Film] zieht nun gigantisch auf, was in Botticellis Zeichnungen nur millimeterklein ist. Das bringt zwar die Verhältnisse ins Wanken, aber ein Werk nochmals groß raus, das wegen seiner Lichtempfindlichkeit sonst nur alle 15 Jahre gezeigt werden kann.“